# Hero Kruse
Hero Diedrich Ernst Kruse (* 5. Oktober 1880 in Norden (Ostfriesland); † 23. November 1952 in Berlin-Lichterfelde) war ein deutscher Verwaltungsjurist.

## Leben
Kruse studierte an der Universität Jena Rechtswissenschaft. 1899 wurde er im Corps Saxonia Jena recipiert. Er zeichnete sich einmal als Consenior und zweimal als Senior aus. 1903 wurde er an der Universität Leipzig zum Dr. iur. promoviert. Als Regierungsrat kam er im März 1921 kommissarisch auf den Landratsposten im  Kreis Stallupönen. Im Oktober endgültig zum Landrat ernannt, bekleidete er das Amt bis 1925. Im April 1925 wurde er zum Oberregierungsrat ernannt und an die Regierung in Lüneburg überwiesen. Zuletzt war er Rechtsanwalt in Berlin.
Sein Sohn und sein ältester Enkel waren ebenfalls Jenenser Sachsen. Sein zweiter Enkel wurde Jenenser Franke.